# Wadō-ryū
Wadō-ryū (jap. 和道流 Wadō-ryū) – jeden ze tradycyjnych stylów walki karate, pochodzący z Japonii. Został stworzony przez Hironoriego Ōtsukę, a jego nazwa oznacza „drogę harmonii”. Ōtsuka był uczniem Gichina Funakoshi. 
Styl zrywa z zasadą „stalowego bloku” i wprowadza uniki, wytrącenia z równowagi, rzuty, przy czym rzuty wykonuje się przez pchnięcie lub uderzenie z jednoczesnym podcięciem i przypomina nieco techniki jujutsu i wushu. Styl charakteryzuje się stosunkowo wysoką sportową skutecznością technik.

## System pasów
- 10 kyu – biały pas
- 9 kyu – czerwony pas
- 8 kyu – żółty pas
- 7 kyu – pomarańczowy pas
- 6 kyu – zielony pas
- 5 kyu – niebieski pas
- 4 kyu – purpurowy pas (ciemnofioletowy)
- 3 kyu – brązowy pas
- 2 kyu – brązowy pas z białym pagonem
- 1 kyu – brązowy pas z czarnym pagonem
- 1 – 8 dan – czarny pas z pagonami od jednego do ósmego